# 魏書
『魏書』（ぎしょ）は、中国北斉の魏収が編纂した北魏の正史である。『北魏書』、『後魏書』とも。二十四史の一。構成は、本紀14巻、列伝96巻、志20巻で、全130巻からなる紀伝体。本紀と列伝の部分は、554年（天保5年）に、志の部分は、559年（天保10年）に成立した。

## 成立までの経緯
魏書の正史の中での特徴として、
- 本紀冒頭に置かれる「序紀」に、北魏朝創建以前の拓跋部の記事を記している点（古田武彦は、この書法が日本書紀に影響を与えたとしている）
- 北斉において編纂されたため、東魏・北斉を正統な後継者としている点
- 正統王朝を曹魏 - 西晋から北魏に直接繋いでおり、南朝はもちろん一時的に華北を統一した前秦の正統性も認めていない。むしろ、匈奴の漢の劉淵・後趙の石勒は、西晋の天下を乱した元凶として槍玉に挙げられている[1]。
- 劉裕の漢王朝の末裔とする主張を認めない。国号「宋」も認めずに「夷楚」と蔑称で呼ぶ点[2]。
- 南朝の人物は愚か者ばかりであると口を極めて罵倒しており、列伝第八十五の末尾の史評では「（夷楚たちは）窮凶極迷にして天下の笑いと為る。其れは夷楚の常性か？」と人種差別的な主張まで行っている。
- 列伝には、五胡の諸国や、南朝の伝も立てる点（東晋以下南朝諸王朝の正統性を認めないため「列伝」での扱いとなる）
- 仏教・道教関連の記事を収める釈老志を立てている点

などを挙げることができる。
ただ、魏書は編纂当時より、敵国を著しくけなしていることに定評がある。
- 西魏の三帝の本紀を立てない。
- 南朝を「田はやせている。島夷が着飾っているようなものだ。中原の人々はみんな江東の連中のことを「貉子」（タヌキ）といっているが、まあ狐や狸の類には相違ない」とけなしている。
- 南朝の君主の劉裕は劉氏の成りすましであり、「本来の姓は「項」で、どこの出身かも分からない、劉氏系図にも彼の名はない」[3]と貶めている。

などなど、敵国には罵声の限りを浴びせている。
作者の私怨を晴らすために公正を欠いた記述がなされているという非難を浴びており、「穢史」（汚れた歴史）という呼ばれ方もされている。
また、西魏・北周・隋を正統とする魏澹撰の『魏書』（92巻）や、唐の張大素撰の『後魏書』（100巻）も存在したが、散佚しており今日には伝わらない。また、西魏単独の史書としては時代が下って清の謝啓昆撰の『西魏書』（24巻）がある。

## 現存の状態について
魏晋南北朝時代の正史は三国志・晋書以外は欠落部分が往々にしてあり、宋書などのように北宋時代に北史・南史や他の野史を元に復元されたものが多いが、魏書もそうである。現存する魏収の魏書も、四庫全書総目提要によれば北宋代に校訂されたときに29編の散佚が発見され、『北史』によって欠を補ったという記録がある。テキストにも補足部分が明記されている。

## 版本
- 宋・蜀大字本（百衲本）
- 中華書局評点本（1974年）

## 内容

### 本紀
1. 帝紀第一 序紀　成帝（拓跋毛）・節帝（拓跋貸）・荘帝（拓跋観）・明帝（拓跋楼）・安帝（拓跋越）・宣帝（拓跋推寅）・景帝（拓跋利）・元帝（拓跋俟）・和帝（拓跋肆）・定帝（拓跋機）・僖帝（拓跋蓋）・威帝（拓跋儈）・献帝（拓跋鄰）・聖武帝（拓跋詰汾）・始祖神元帝（拓跋力微）・文帝（拓跋沙漠汗）・章帝（拓跋悉鹿）・平帝（拓跋綽）・思帝（拓跋弗）・昭帝（拓跋禄官）・桓帝（拓跋猗㐌）・文平帝（拓跋普根）・穆帝（拓跋猗盧）・太祖平文帝（拓跋鬱律）・恵帝（拓跋賀傉）・煬帝（拓跋紇那）・烈帝（拓跋翳槐）・高祖昭成帝（拓跋什翼犍）
2. 帝紀第二 太祖道武帝
3. 帝紀第三 太宗明元帝
4. 帝紀第四上 世祖太武帝
5. 帝紀第四下 世祖太武帝・恭宗景穆帝
6. 帝紀第五 高宗文成帝
7. 帝紀第六 顕祖献文帝
8. 帝紀第七上 高祖孝文帝
9. 帝紀第七下 高祖孝文帝
10. 帝紀第八 世宗宣武帝
11. 帝紀第九 粛宗孝明帝
12. 帝紀第十 敬宗孝荘帝
13. 帝紀第十一 廃帝・前廃帝・後廃帝・出帝
14. 帝紀第十二 孝静帝

### 列伝
1. 列伝第一 皇后 神元皇后竇氏・文帝皇后封氏・桓帝皇后祁氏・平文皇后王氏・昭成皇后慕容氏・献明皇后賀氏・道武皇后慕容氏・道武宣穆皇后劉氏・明元昭哀皇后姚氏・明元密皇后杜氏・太武皇后赫連氏・太武敬哀皇后賀氏・景穆恭皇后郁久閭氏・文成文明皇后馮氏・文成元皇后李氏・献文思皇后李氏・孝文貞皇后林氏・孝文廃皇后馮氏・孝文幽皇后馮氏・孝文昭皇后高氏・宣武順皇后于氏・宣武皇后高氏・宣武霊皇后胡氏・孝明皇后胡氏・孝静皇后高氏
2. 列伝第二 神元平文諸帝子孫 上谷公紇羅（襄城王題）・建徳公嬰文・真定侯陸（拓跋軌）・武陵侯因・長楽王寿楽・望都公頽・曲陽侯素延・順陽公郁・宜都王目辰・穆帝長子六脩・吉陽男比干・江夏公呂・高涼王孤（元那・華山王鷙・元萇・元子華・元子思・上党王天穆）・西河公敦・司徒石・武衛将軍謂（東陽王丕）・淮陵侯大頭・河間公斉・扶風公処真・文安公泥
3. 列伝第三 昭成子孫 拓跋寔君・秦明王翰・常山王遵・陳留王虔・毗陵王順・遼西公意烈・窟咄
4. 列伝第四 道武七王 清河王紹・陽平王熙・河南王曜・河間王脩・長楽王処文・広平王連・京兆王黎
5. 列伝第五 明元六王 楽平王丕・安定王弥・楽安王範・永昌王健・建寧王崇・新興王俊
6. 列伝第六 太武五王 晋王伏羅・東平王翰・臨淮王譚・広陽王建・南安王余
7. 列伝第七上 景穆十二王上 陽平王新成・京兆王子推・済陰王小新成・汝陰王天賜・楽浪王万寿・広平王洛侯
8. 列伝第七中 景穆十二王中 任城王雲（任城王澄）
9. 列伝第七下 景穆十二王下 南安王楨（中山王英）・城陽王長寿・章武王太洛・楽陵王胡児・安定王休
10. 列伝第八 文成五王 安楽王長楽・広川王略・斉郡王簡・河間王若・安豊王猛
11. 列伝第九上 献文六王上 咸陽王禧・趙郡王幹・広陵王羽・高陽王雍・北海王詳（北海王顥）
12. 列伝第九下 献文六王下 彭城王勰
13. 列伝第十 孝文五王 廃太子恂・京兆王愉・清河王懌・広平王懐・汝南王悦
14. 列伝第十一 衛操（衛雄・箕澹）・莫含（莫題）・劉庫仁（劉眷・劉顕・劉奴真）
15. 列伝第十二 燕鳳・許謙・張袞・張白沢・崔玄伯（崔寛・崔衡・崔模・崔道固・崔僧淵）鄧淵（鄧羨）
16. 列伝第十三 長孫嵩・長孫道生（長孫観・長孫稚）
17. 列伝第十四 長孫肥（長孫翰）・尉古真（尉眷）
18. 列伝第十五 穆崇（穆泰・穆観・穆寿・穆羆・穆亮・穆紹・穆顗）
19. 列伝第十六 和跋・奚牧・莫題・庾岳・賀狄干・李栗・劉潔・古弼・張黎
20. 列伝第十七 奚斤・叔孫建（叔孫俊）
21. 列伝第十八 王建・安同・楼伏連・丘堆・娥清・劉尼・奚眷・車伊洛・宿石・来大千・周幾・豆代田・周観・閭大肥・尉撥・陸真・呂洛抜
22. 列伝第十九 于栗磾（于洛抜・于烈・于忠）
23. 列伝第二十 高湖（高謐・高樹生）・崔逞・封懿（封回・封軌）
24. 列伝第二十一 宋隠・王憲・屈遵・張蒲・谷渾・公孫表・張済・李先・賈彝・薛提
25. 列伝第二十二 王洛児・車路頭・盧魯元・陳建・万安国
26. 列伝第二十三 崔浩
27. 列伝第二十四 李順（李敷・李憲・李騫・李冏・李裔・李煥・李孝怡）
28. 列伝第二十五 司馬休之・司馬楚之・司馬景之・司馬叔璠・司馬天助
29. 列伝第二十六 刁雍（刁遵・刁整・刁双）・王慧龍・韓延之・袁式
30. 列伝第二十七 李宝（李承・李韶・李彦・李虔・李佐・李神儁・李思穆）
31. 列伝第二十八 陸俟（陸馛・陸麗・陸叡）
32. 列伝第二十九 源賀（源懐・源子邕・源子恭）
33. 列伝第三十 薛弁・寇讃・酈範・韓秀・堯暄
34. 列伝第三十一 厳稜・毛脩之・唐和・劉休賓・房法寿
35. 列伝第三十二 羅結・伊馛・乙瓌・和其奴・苟頽・薛野䐗・宇文福・費于・孟威
36. 列伝第三十三 韋閬・杜銓・裴駿・辛紹先・柳崇
37. 列伝第三十四 竇瑾・許彦・李訢
38. 列伝第三十五 盧玄（盧淵・盧義僖・盧昶）
39. 列伝第三十六 高允（高綽・劉模）
40. 列伝第三十七 李霊（李遵・李系・李璨）・崔鑑（崔秉）
41. 列伝第三十八 尉元・慕容白曜（慕容契）
42. 列伝第三十九 韓茂・皮豹子・封敕文・呂羅漢・孔伯恭
43. 列伝第四十 趙逸・胡方回・胡叟・宋繇・張湛・宋欽・段承根・闞駰・劉昞・趙柔・索敞・陰仲達（陰道方）
44. 列伝第四十一 李孝伯・李沖
45. 列伝第四十二 游雅・高閭
46. 列伝第四十三 游明根（游肇）・劉芳（劉思祖・劉懋・鄭長猷）
47. 列伝第四十四 鄭羲（鄭道昭・鄭先護）・崔弁（崔巨倫・崔模・崔楷）
48. 列伝第四十五 高祐（高顥・高諒）・崔挺（崔孝芬・崔振）
49. 列伝第四十六 楊播（楊侃・楊椿・楊津・楊逸）
50. 列伝第四十七 劉昶・蕭宝寅（蕭賛）・蕭正表
51. 列伝第四十八 韓麒麟（韓子熙・韓顕宗）・程駿
52. 列伝第四十九 薛安都（薛真度）・畢衆敬（畢元賓・畢聞慰）・沈文秀・張讜・田益宗・董巒・孟表
53. 列伝第五十 李彪・高道悦
54. 列伝第五十一 王粛・宋弁（宋維）
55. 列伝第五十二 郭祚・張彝（張始均）
56. 列伝第五十三 邢巒（邢遜・邢晏・邢虬）・李平（李奨・李諧）
57. 列伝第五十四 李崇・崔亮（崔光韶・崔光伯）
58. 列伝第五十五 崔光（崔鴻・崔長文・崔庠）
59. 列伝第五十六 甄琛（甄楷・甄密・張纂・張宣軌）・高聡
60. 列伝第五十七 崔休・裴延儁（裴良・裴慶孫・裴仲規・裴景融・裴瑗）・袁翻
61. 列伝第五十八 劉藻・傅永・傅豎眼・李神
62. 列伝第五十九 裴叔業（裴粲）・夏侯道遷・李元護・席法友・王世弼・江悦之・淳于誕・李苗
63. 列伝第六十 陽尼・賈思伯・李叔虎・路恃慶・房亮・曹世表・潘永基・朱元旭
64. 列伝第六十一 奚康生・楊大眼・崔延伯
65. 列伝第六十二 爾朱栄
66. 列伝第六十三 爾朱兆・爾朱彦伯（爾朱仲遠・爾朱世隆）・爾朱度律・爾朱天光
67. 列伝第六十四 盧同・張烈
68. 列伝第六十五 宋翻・辛雄（辛纂・辛琛・辛珍之）・羊深・楊機・高崇
69. 列伝第六十六 孫紹・張普恵
70. 列伝第六十七 成淹・范紹・劉桃符・劉道斌・董紹・馮元興・鹿悆・張熠
71. 列伝第六十八 朱瑞・叱列延慶・斛斯椿・賈顕度・樊子鵠・賀抜勝（賀抜岳）・侯莫陳悦・侯淵
72. 列伝第六十九 綦儁・山偉・劉仁之・宇文忠之
73. 列伝第七十 李琰之・祖瑩・常景
74. 列伝第七十一上 外戚上 賀訥（賀盧・賀悦・賀泥）・劉羅辰・姚黄眉・杜超（杜元宝）・賀迷・閭毗・閭紇・馮熙・李峻・李恵
75. 列伝第七十一下 外戚下 高肇・于勁・胡国珍・李延寔
76. 列伝第七十二 儒林 梁越・盧丑・張偉・梁祚・平恒・陳奇・常爽・劉献之・張吾貴・劉蘭・孫恵蔚・徐遵明・董徴・刁沖・盧景裕・李同軌・李業興
77. 列伝第七十三 文苑 袁躍・裴敬憲・盧観・封粛・邢臧・裴伯茂・邢昕・温子昇
78. 列伝第七十四 孝感 趙琰・長孫慮・乞伏保・孫益徳・董洛生・楊引・閻元明・呉悉達・王続生・李顕達・張昇・倉跋・王崇・郭文恭
79. 列伝第七十五 節義 于什門・段進・石文徳・汲固・王玄威・婁提・劉渇侯・朱長生・于提・馬八龍・門文愛・晁清・劉侯仁・石祖興・邵洪哲・王栄世・胡小虎・孫道登・李几・張安祖・王閭
80. 列伝第七十六 良吏 張恂・鹿生・張応・宋世景・路邕・閻慶胤・明亮・杜纂・裴佗・竇瑗・羊敦・蘇淑
81. 列伝第七十七 酷吏 于洛侯・胡泥・李洪之・高遵・張赦提・羊祉・崔暹・酈道元・谷楷
82. 列伝第七十八 逸士 眭夸・馮亮・李謐・鄭脩
83. 列伝第七十九 術芸 晁崇・張淵・殷紹・王早・耿玄・劉霊助・江式・周澹・李脩・徐謇・王顕・崔彧・蔣少游
84. 列伝第八十 列女 崔覧妻封氏・封卓妻劉氏・魏溥妻房氏・胡長命妻張氏・平原女子孫氏・房愛親妻崔氏・涇州貞女兕先氏・姚氏婦楊氏・張洪初妻劉氏・董景起妻張氏・陽尼妻高氏・史映周妻耿氏・任城国太妃孟氏・苟金龍妻劉氏・盧元礼妻李氏・河東孝女姚氏・刁思遵妻魯氏
85. 列伝第八十一 恩倖 王叡・王仲興・寇猛・趙脩・茹皓・趙邕・侯剛・鄭儼・徐紇
86. 列伝第八十二 閹官 宗愛・仇洛斉・段覇・王琚・趙黒・孫小・張宗之・張祐・抱嶷・王遇・苻承祖・王質・李堅・劉騰・賈粲・楊範・成軌・王温・孟鸞・平季・封津・劉思逸
87. 列伝第八十三 匈奴劉聡・羯胡石勒・鉄弗劉虎・徒何慕容廆・臨渭氐苻健・羌姚萇・略陽氐呂光
88. 列伝第八十四 僭晋司馬叡・賨李雄
89. 列伝第八十五 島夷桓玄・海夷馮跋・島夷劉裕
90. 列伝第八十六 島夷蕭道成・島夷蕭衍
91. 列伝第八十七 私署涼州牧張寔・鮮卑乞伏国仁・鮮卑禿髪烏孤・私署涼王李暠・盧水胡沮渠蒙遜
92. 列伝第八十八 高句麗・百済・勿吉・失韋・豆莫婁・地豆于・庫莫奚・契丹・烏洛侯
93. 列伝第八十九 氐・吐谷渾・宕昌羌・高昌・鄧至・蛮・獠
94. 列伝第九十 西域 鄯善・于闐・車師・焉耆・亀茲・烏孫・疏勒・悦般・波斯・大月氏・安息・大秦国
95. 列伝第九十一 蠕蠕・匈奴宇文莫槐・徒何段就六眷・高車
96. 列伝第九十二 自序 魏子建・魏収

### 志
1. 前上十志啓
2. 志第一 - 天象志一
3. 志第二 - 天象志二
4. 志第三 - 天象志三
5. 志第四 - 天象志四
6. 志第五 - 地形志上
7. 志第六 - 地形志中
8. 志第七 - 地形志下
9. 志第八 - 律暦志上
10. 志第九 - 律暦志下
11. 志第十 - 礼志一
12. 志第十一 - 礼志二
13. 志第十二 - 礼志三
14. 志第十三 - 礼志四
15. 志第十四 - 楽志
16. 志第十五 - 食貨志
17. 志第十六 - 刑罰志
18. 志第十七 - 霊徴志上
19. 志第十八 - 霊徴志下
20. 志第十九 - 官氏志
21. 志第二十 - 釈老志

## 日本語の訳注
- 内田吟風、田村実造他訳注『騎馬民族史１ 正史北狄伝』（東洋文庫197）平凡社、1971年（蠕蠕伝、高車伝、失韋伝、契丹伝、庫莫奚伝、勿吉伝の日本語訳注）
- 井上秀雄他訳注『東アジア民族史１ 正史東夷伝』（東洋文庫264）平凡社、1974年（東夷伝、高句麗伝、百済伝の日本語訳注）
- 内田吟風著『中国正史西域伝の訳註』龍谷大学文学部、1978年（西域伝の日本語訳注）
- 塚本善隆訳注『魏書釈老志』（東洋文庫515）平凡社、1990年、ISBN 4582805159（釈老志の日本語訳注）
- 渡辺信一郎著『『魏書』食貨志・『隋書』食貨志訳注』汲古書院、2008年、ISBN 9784762928499（食貨志の校訂原文、訳注）